# Hàng Châu (phủ)
Phủ Hàng Châu (tiếng Trung: 杭州府) là một phủ thuộc tỉnh Chiết Giang dưới triều đại nhà Minh và nhà Thanh.
Dưới đời Nhà Nguyên là Hàng Châu lộ (tạm dịch là đường Hàng Châu). Vào năm Long Phụng thứ 12 (1366), Chu Nguyên Chương chiếm được Hàng Châu, và đến tháng 11, phủ Hàng Châu được thành lập. Thời Minh - Thanh đều thuộc quyền quản lý của Bố chính sứ ty Chiết Giang, một trong Hạ tam phủ, Thẩm quyền tương đương với phần phía bắc của Hàng Châu ngày nay. Phủ cai quản huyện Tiền Đường. Tiền Đường, Nhân Hạ là hai huyện chung một thành.
Theo tài liệu lịch sử, phủ Hàng Châu cai quản các huyện Tiền Đường, huyện Nhân Hạ, huyện Dư Hàng, Lâm An, Phú Dương, Tân Thành, Ô Tiềm, Tinh Hoa cũng như huyện Hải Ninh. Phủ Hàng Châu tiếp giáp với phủ Hồ Châu, phủ Gia Hưng, phủ Thiệu Hưng, phủ Nghiêm Châu, phủ Kim Hoa và phủ Huệ Châu của tỉnh An Huy. Năm 1912（năm Dân quốc đầu tiên）đã ban hành lệnh bãi bỏ phủ Hàng Châu.